# Gare de Nielles-lès-Bléquin
Gare de Nielles-lès-Bléquin vasútállomás Franciaországban, Nielles-lès-Bléquin településen.

## Vasútvonalak
Az állomást az alábbi vasútvonalak érintik:
- Saint-Omer à Hesdigneul-vasútvonal

## Kapcsolódó állomások
A vasútállomáshoz az alábbi állomások vannak a legközelebb: